# غابي روجرز
غابي روجرز (19 مايو 1990 في الولايات المتحدة - ) (بالإنجليزية: Gabe Rogers)‏ هو لاعب كرة سلة أمريكي في مركز هجوم خلفي. لعب مع CB Bahía San Agustín ‏.

## وصلات خارجية
- غابي روجرز على موقع كرة السلة الأوروبية.كوم (الإنجليزية)
- غابي روجرز على موقع كلية كرة السلة في سبورتس رفرنس.كوم (الإنجليزية)
- غابي روجرز على موقع ريلجم (الإنجليزية)